# شهرک صنعتی شیراز

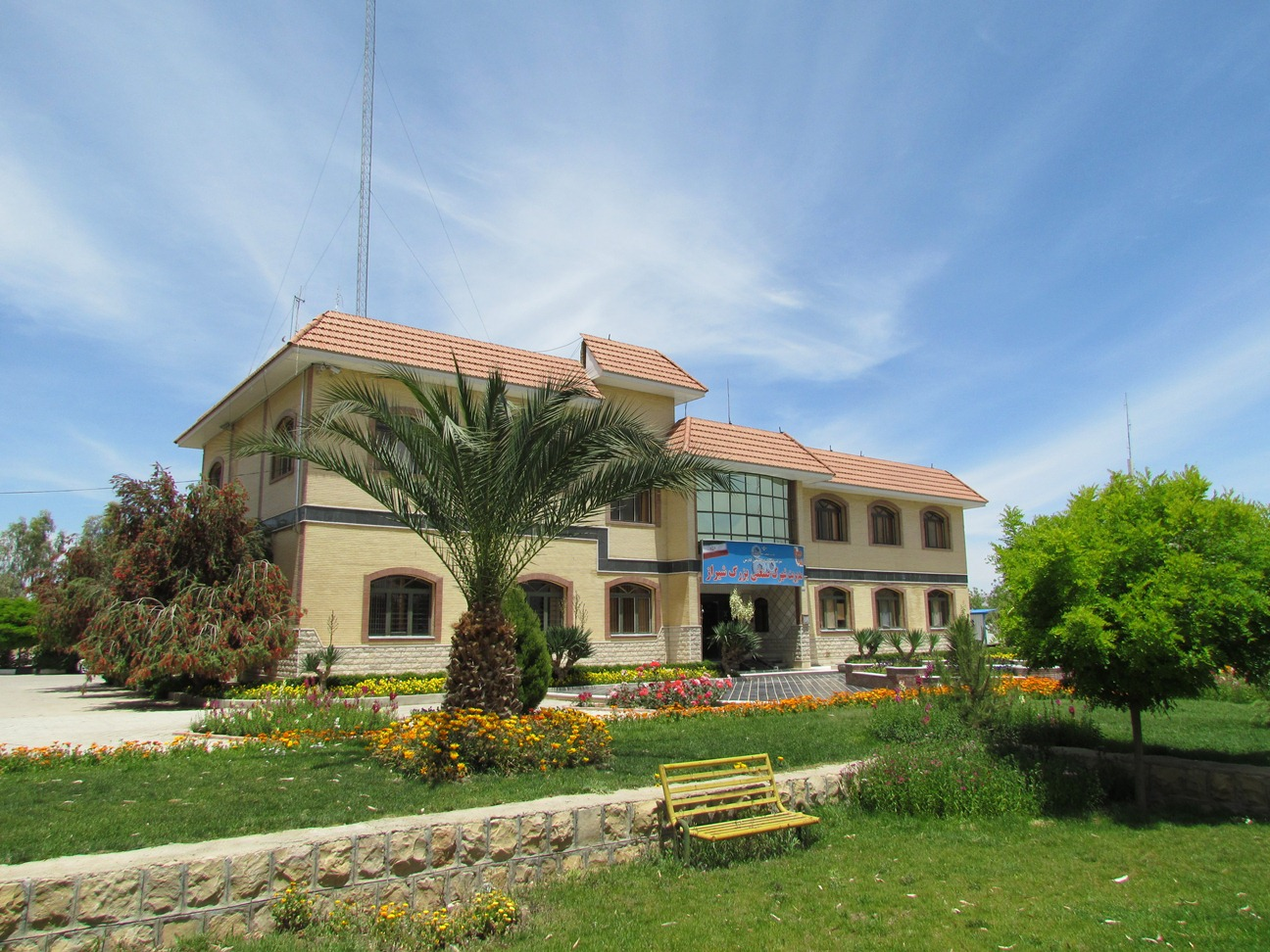
ساختمان مدیریت شهرک صنعتی بزرگ شیراز

شهرک صنعتی بزرگ شیراز که در شرق کلانشهر شیراز واقع شده، بزرگترین و مهمترین شهرک صنعتی استان فارس است، این شهرک با وسعت تقریبی ۱۴۰۰ هکتار (۹۵۹ هکتار فاز عملیاتی و ۶۱۱ هکتار فاز صنعتی) یکی از بزرگترین و مهمترین شهرک‌های صنعتی کشور محسوب می‌شود.
در راستای قانون واگذاری شهرک‌های صنعتی کشور به مدیران واحدهای صنعتی، اداره این شهرک در شهریورماه سال ۱۳۸۶ به هیئت امنای شهرک صنعتی بزرگ شیراز واگذار شد.

## کارخانجات
صنایع الکترونیک
شهرک صنعتی شیراز صنایع کوچک و بزرگ بسیاری را در خود جای داده‌است که از میان آن‌ها کارخانجات الکترونیکی متعددی از جمله خودروهای برقی، صنایع الکترونیک ایران (صاایران)، زیمنس، ITMC و صنایع قطعات الکترونیک ایران می‌باشد.
صنایع فناوری اطلاعات از بزرگ‌ترین صنایع این شهر به‌شمار می‌رود که با شهرهای بزرگی در زمینهٔ تبادل صنایع فناوری اطلاعات در جهان مانند مونیخ و برلین (در زمینهٔ کارخانجات زیمنس) در ارتباط می‌باشد.
- صنایع غذایی

گروه صنعتی زرین غزال که یکی از بزرگترین تولیدکنندگان بستنی در ایران است در این شهرک واقع شده‌است.
همچنین اولین و بزرگترین کترینگ صنعتی ایران مربوط به شرکت چشمه سار شیراز با نام تجاری کُرَنج در این شهرک فعالیت گسترده‌ای دارد.
واحدهای صنعتی همچون صنایع غذایی به فا، آریاسام، ارژن، پارسیرنگ، دامداران، ب. آ، فراورده‌های گوشتی صدک، پپسی و سبزینه تک از دیگر واحدهای مهم فعال در رسته صنایع غذایی در شهرک صنعتی بزرگ شیراز هستند.

- صنایع شیمیایی:

واحدهای صنعتی همچون رنگسان چاپ پارسینه نوین  ، پدیده فوم، شیراز پانل، تک ایستا، جوانه پوش پارسه، جهان شیمی بسپار، پلاستیک طبرستان، فارس پت و لوله سبز a.s از واحدهای مهم فعال در رسته صنایع شیمیایی در شهرک صنعتی بزرگ شیراز هستند.

- صنایع (چوب) سلولزی:

واحدهای صنعتی همچون انتخاب اول، و تولیدی بزرگی در صنعت چوب چون گروه صنعتی درکاب٬ فرش ذوالنواری، گروه صنعتی ابوقداره، دکوران، مانا پک، صنعت داران افتخاری شیراز، صنایع دستی مهرآریا و گروهی صنعتی کتکار از واحدهای مهم فعال در رسته صنایع سلولزی در شهرک صنعتی بزرگ شیراز هستند.
- صنایع فلزی:

واحدهای صنعتی همچون فاتح صنعت کیمیا، فولاد پایه، فن آوران شایان طرح، آداک صنعت، انرژی ساز، تیر و ستون پارس، جهاد تحقیقات فارس، درکاب، سوله استیل، پیدک، فولاد بافت سبحان، مجتمع صنعتی رضا،گروه تولیدی گل آور، نیک روی پوشش، ایمن اگزوز پارسیان و فولاد آریا جم از واحدهای مهم فعال در رسته صنایع فلزی در شهرک صنعتی بزرگ شیراز هستند.